# Statuts d'Iona
Les statuts d'Iona, adoptés en Écosse en 1609, exigeaient que les chefs de clan écossais des Highlands envoient leurs héritiers dans les Lowlands pour qu'ils soient éduqués dans des écoles protestantes anglophones. En conséquence, certains clans tels que les MacDonalds de Sleat et les MacLeods de Harris, ont adopté la nouvelle religion. D'autres clans, notamment les MacLean de Morvern & Mull, les MacDonald de Clanranald, Keppoch, Glengarry et Glencoe, restèrent résolument catholiques romains.

## Dispositions
Parmi les dispositions des statuts figuraient :
- La fourniture et le soutien de pasteurs protestants aux paroisses des Highlands
- L'établissement d'auberges "à installer dans des lieux convenables dans toutes les îles pour l'hébergement des voyageurs" et pour mettre fin à la coutume du "sorning", la pratique d'extorsion de logements gratuits et de mise à disposition[1]
- L'interdiction des mendiants
- L'interdiction générale d'importer et de vendre du vin et du whisky, sauf aux chefs et autres gentilshommes autorisés à acheter du vin et de l'aqua vitae des Lowlands pour la consommation des ménages[1]
- L'éducation des enfants de tout « gentleman ou yeoman » en possession de plus de soixante bovins dans les écoles des basses terres où ils « peuvent se trouver suffisamment capables de parler, d'écrire et d'écrire l'anglais »[1],[2]
- Interdiction de porter des arquebuses ou des pistolets hors de leurs propres maisons, ou de tirer sur des cerfs, des lièvres ou des volailles[1]
- L'interdiction des bardes et autres détenteurs de la culture traditionnelle, et que toutes ces personnes devraient être appréhendées, mises en prison et expulsées des îles[1]
- L'interdiction de la protection des fugitifs

De l'avis de certains auteurs, ces dispositions étaient « la première d'une succession de mesures prises par le gouvernement écossais visant spécifiquement à l'éradication de la langue gaélique, la destruction de sa culture traditionnelle et la suppression de ses détenteurs ».